# Partito Comunista Dominicano
Il Partito Comunista Dominicano in (spagnolo: Partido Comunista Dominicano) è stato un partito politico comunista nella Repubblica Dominicana. Il partito è stato fondato nel 1944 con la denominazione di Partito Rivoluzionario Democratico Dominicano. Il partito è stato conosciuto dal 1946 al 1965 come Partito Popolare Socialista Dominicano. Nel 1965 il partito ha cambiato definitivamente denominazione in Partito Comunista Dominicano.
Il partito ha operato nell'illegalità per diversi periodi. È stato dichiarato fuorilegge nel 1947, ed è stato oggetto di una brutale repressione con il risultato della perdita di molte importanti figure. Tra le vittime vi era anche uno dei fondatori del partito, F. Valdez. Nel giugno del 1955 ha tenuto una conferenza che delineato la natura dei congressi di partito. Il congresso ha adottato la costituzione del partito, il programma di partito e ha eletto una leadership. Nel giugno del 1959 il partito ha intrapreso una rivolta armata contro la dittatura di Rafael Trujillo. Nel giugno del 1960 è stata indetta una nuova conferenza di partito, che analizzato la situazione nel paese e ha identificato le sfide del partito per rafforzare la lotta contro la dittatura. La conferenza ha anche espresso un forte sostegno alla Rivoluzione cubana.
Dopo la fine del regime di Trujillo, nel maggio del 1961 il partito ha intensificato le sue attività. Nel settembre del 1962 il comitato centrale del partito ha adottato un documento intitolato "sulla situazione politica, strade e obbiettivi della rivoluzione", in cui si affermava che gli obbiettivi del partito erano la liberazione nazionale e la rivoluzione anti-feudale e anti-imperialista. Durante la presidenza di Juan Bosch, il partito ha rafforzato la sua influenza politica e ha preso parte nell'istituzione dei sindacati, di cui molti comunisti facevano parte.
Dopo il golpe militare del 1963 il partito è stato nuovamente reso illegale e forzato a operare nella clandestinità. Nel marzo del 1965 il partito ha fatto suo il motto della ricostituzione dell'ordine democratico, una mossa che ha ricevuto l'appoggio di altre forze di opposizione. Il partito ha preso attivamente parte alla lotta armata contro la giunta militare e le forze d'occupazione statunitensi nella Repubblica Dominicana. Nel 1965 il plènum del comitato centrale del partito ha chiamato le forze progressiste nel paese a rafforzare l'unità e a continuare la lotta per i diritti democratici del popolo e l'espulsione delle truppe straniere dalla Repubblica Dominicana. Il plènum ha deciso la ridenominazione del partito. Il partito si è opposto al governo di Joaquín Balaguer, arrivato al potere nel 1966.
Il partito ha partecipato alla riunione dei partiti comunisti e operai a Mosca nel 1957, e nel 1960 ha firmato i documenti adottati da tale conferenza. Il partito ha anche partecipato all'incontro internazionale dei partiti comunisti e operai nel 1969. Il PCD era stato costituito sul principio del Centralismo democratico. Il partito pubblicava un giornale "El Popular".
Nel 1975 il giornalista Martinez Howley, membro del partito comunista e strenuo oppositore del governo di Balaguer, è stato assassinato.
nel 1996 il PCD si è fuso con la Forza Rivoluzionaria del 21 luglio (FR 21), la Forza Rivoluzionaria di Liberazione del Popolo (FRLP) e il Movimento di Liberazione del 12 gennaio (ML-12) per formare un nuovo partito "Forza della Rivoluzione".